# Rakšice
Rakšice (německy Rakschitz) je vesnice, část města Moravský Krumlov v okrese Znojmo. Nachází 1,5 kilometru jižně od centra Moravského Krumlova. Rakšice leží v katastrálním území Moravský Krumlov o výměře 42,55 km². Původně se nacházely v samostatném katastrálním území, které ale bylo roku 1979 začleněno do katastru Moravského Krumlova.

## Název
Základem jména vesnice bylo osobní jméno Rakeš, odvozenina jména Rak. Výchozí tvar Rakšici označoval obyvatele vsi a znamenal Rakšovi lidé.

## Historie
Dominantou v centru Rakšic je kostel sv. Vavřince, vystavěný okolo roku 1500 v pozdním gotickém slohu, který prošel drobnými barokními a pozdějšími úpravami. Dodnes je významným místem setkávání obyvatel obce i návštěvníků z okolí nejen při bohoslužbách, ale i při dalších duchovních událostech.
Důležitým prvkem vesnice je socha svatého Jana Nepomuckého datovaná k roku 1773. Světec stojí v kanovnickém rouchu s biretem na hlavě a před tělem přidržuje velký krucifix, k němuž směřuje svůj pohled. Tvář s výraznými rysy lemují zvlněné vlasy a vousy, kolem hlavy má kovovou aureolu s pěti hvězdami.
V roce 1824 byl před kostel umístěn klasicistní kamenný kříž, který nechal zhotovit Matěj Branč, rychtář a půlláník z Rakšic, se svou manželkou. Spolu s kostelem sv. Vavřince a sochou sv. Jana Nepomuckého je od roku 1958 památkově chráněn.
V roce 2017 se uskutečnila generální oprava hřbitova v Rakšicích. Byl mj. nově vybudován hlavní přístupový chodník ze zámkové dlažby, proběhla rekonstrukce ohradních zdí, byly osazeny nové brány, rozšířen rozvod vody a instalováno veřejné osvětlení.

## Doprava
Východně od vesnice vede železniční trať Brno – Hrušovany nad Jevišovkou-Šanov, na které se jihovýchodně od vesnice nachází stanice Rakšice.

## Další fotografie

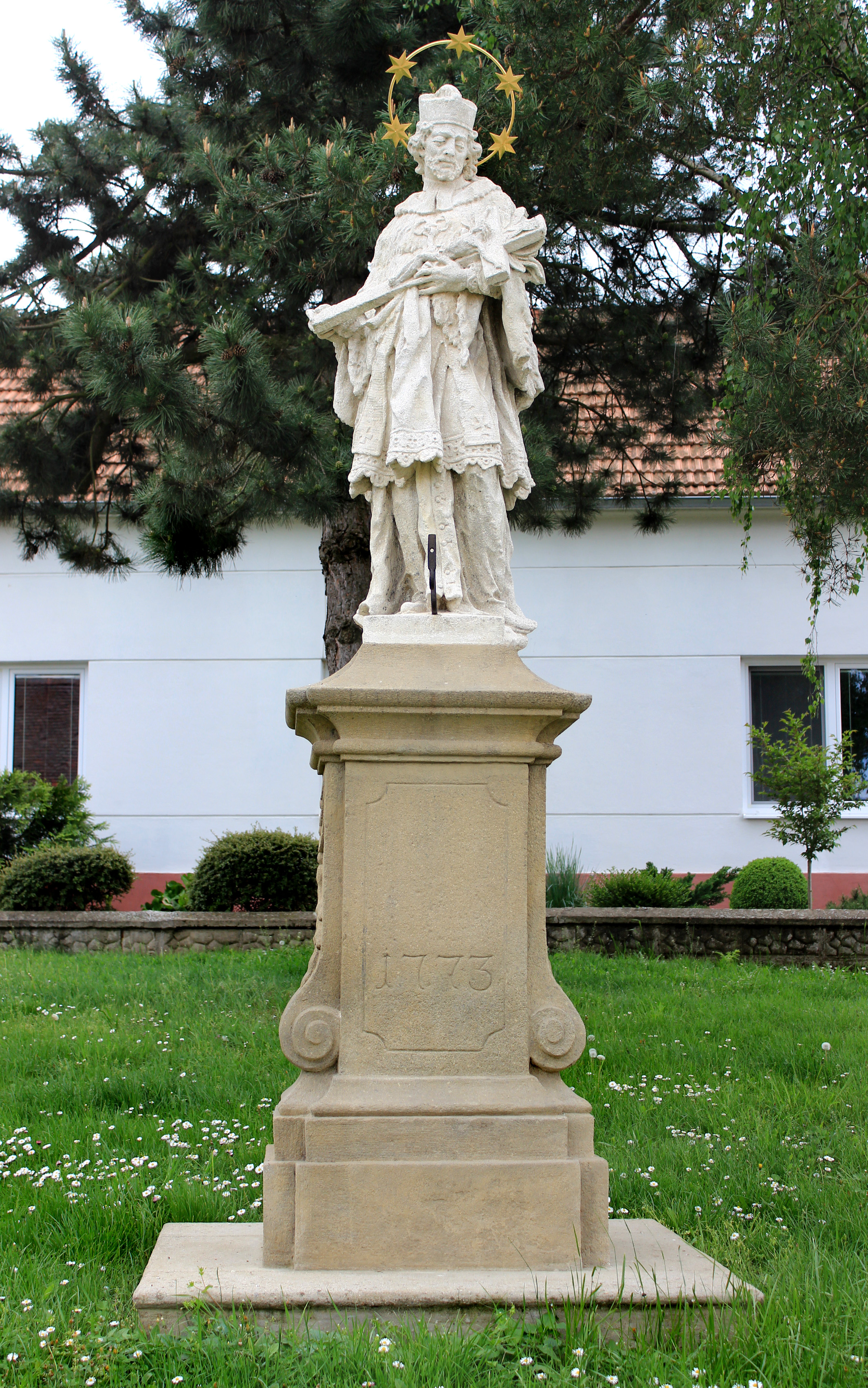
Renovovaná socha sv. Jana Nepomuckého
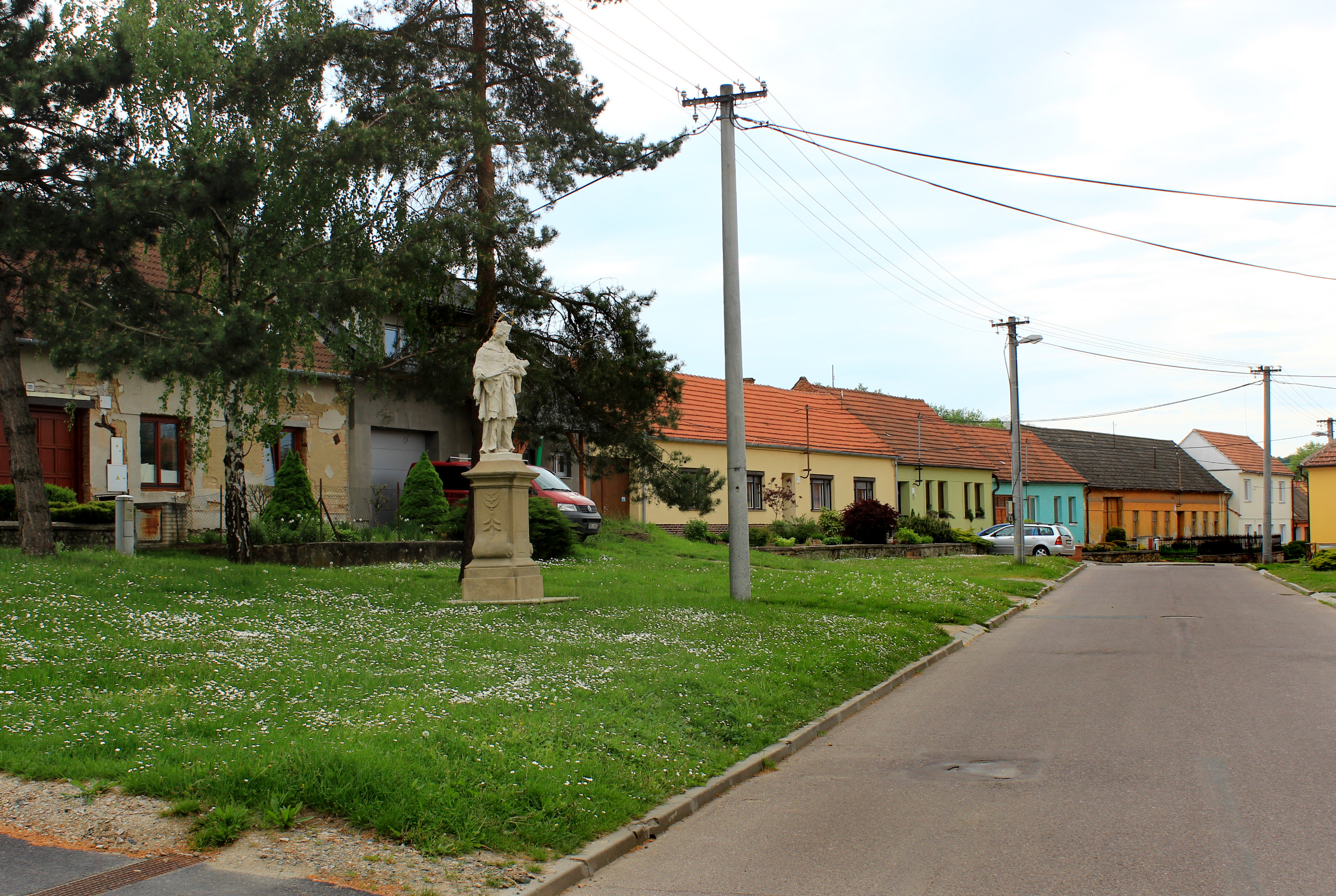
Ulice Havlíčkova – západní část náměstí Svobody
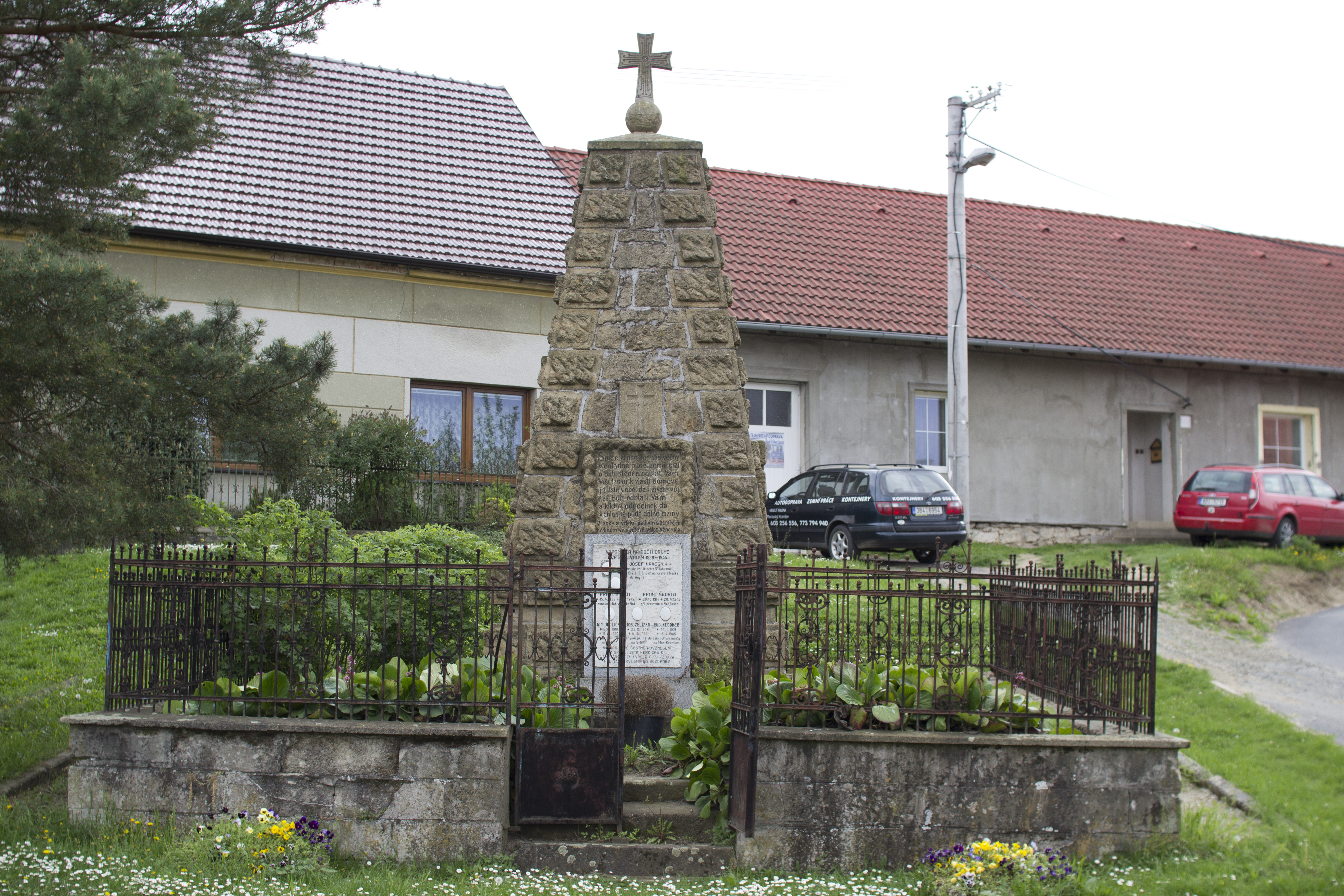
Památník obětem obou světových válek
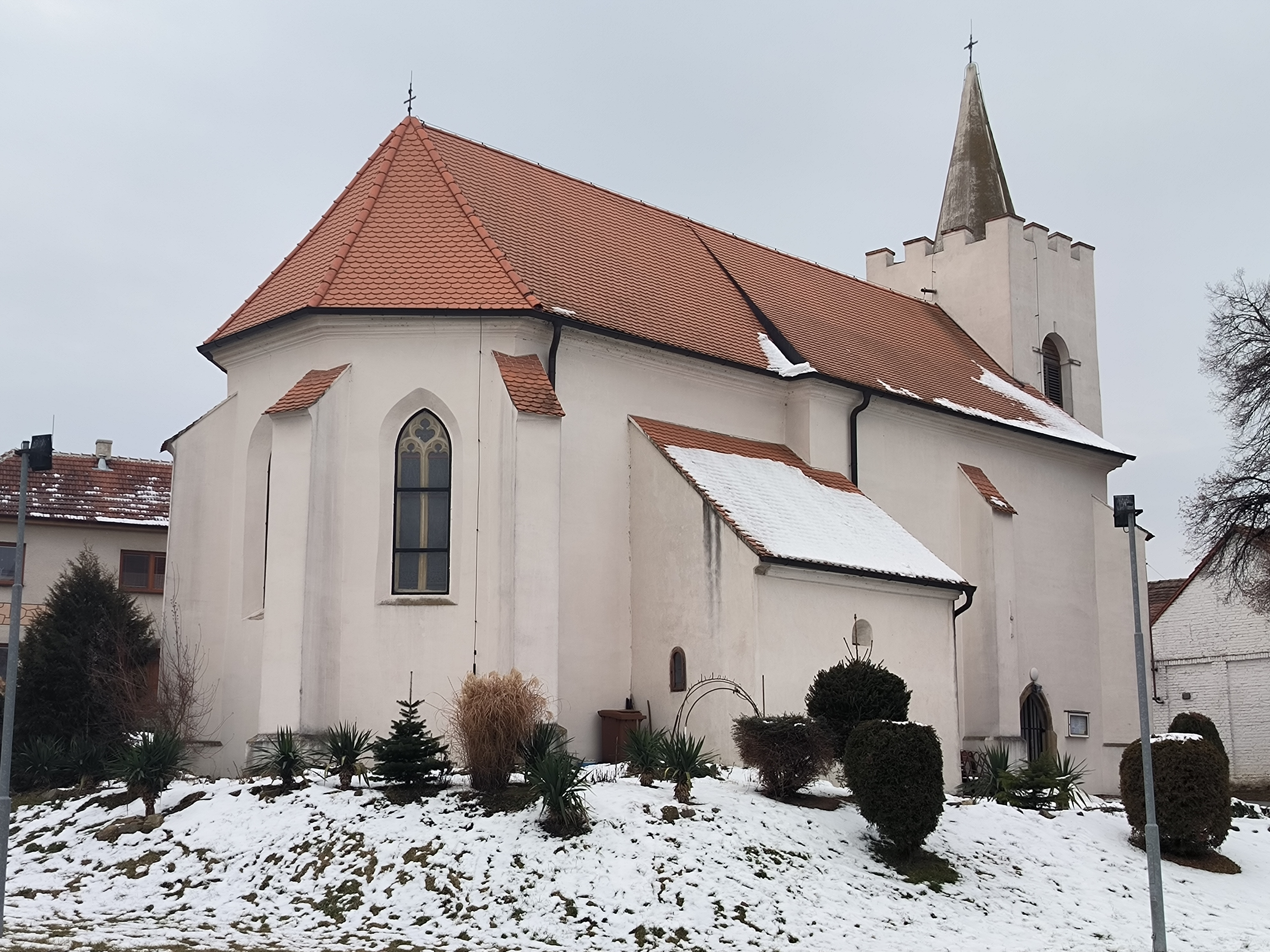
Kostel sv. Vavřince v Rakšicích
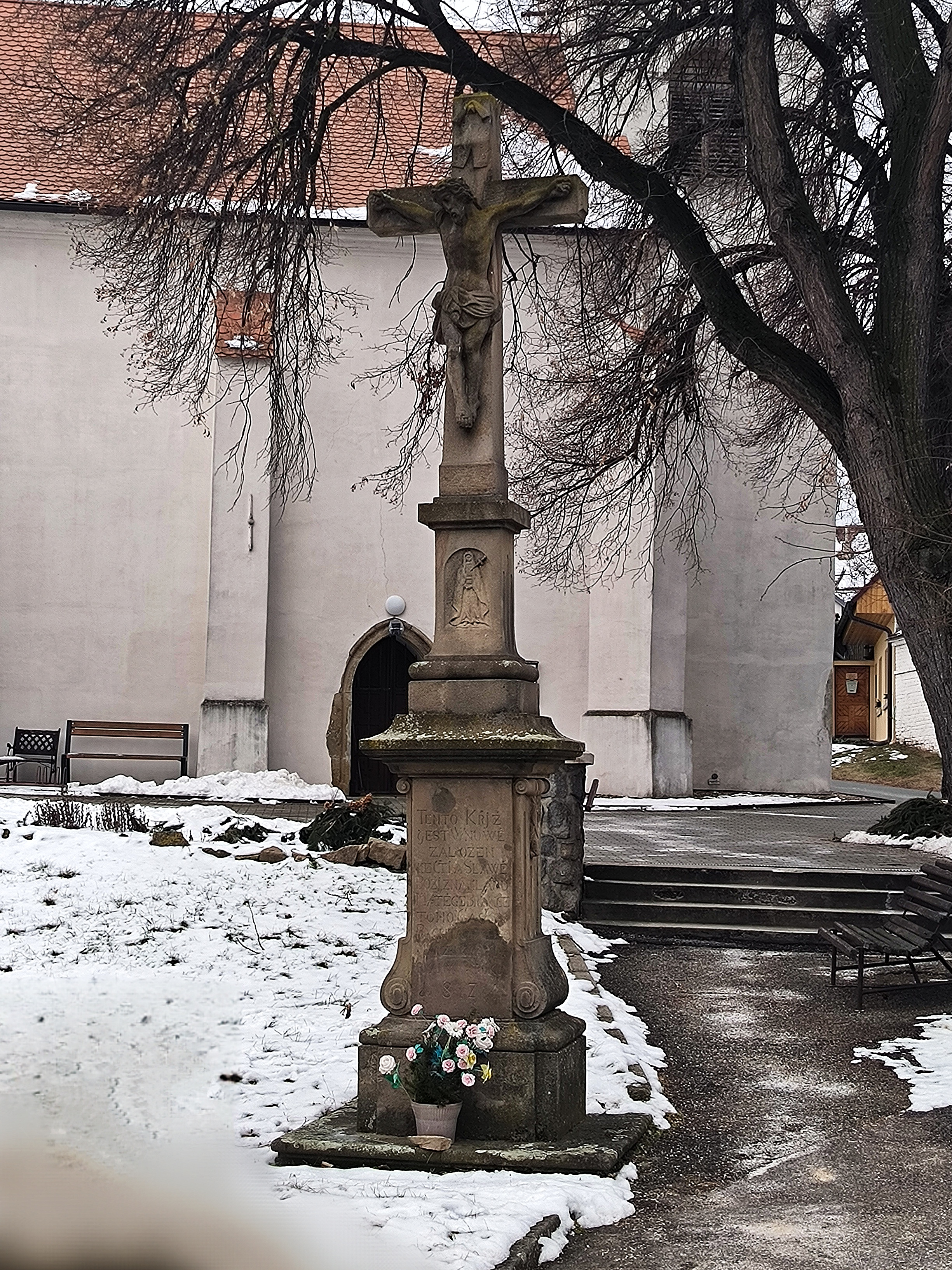
Klasicistní kříž před kostelem sv. Vavřince